# 圣马塞兰德克赖
圣马塞兰德克赖（法語：Saint-Marcelin-de-Cray，法語發音：[sɛ̃ maʁsəlɛ̃ də kʁɛ]）是法国索恩-卢瓦尔省的一个市镇，属于马孔区。

## 地理
圣马塞兰德克赖（46°33'32"N, 4°31'53"E）面积13.58 平方千米，位于法国勃艮第-弗朗什-孔泰大區索恩-卢瓦尔省，该省份为法国中部省份，北起顺时针与科多尔省、汝拉省、安省、罗讷省、卢瓦尔省、阿列省和涅夫勒省接壤。
与圣马塞兰德克赖接壤的市镇（或旧市镇、城区）包括：馬里、吉河畔舍瓦尼、帕西、圣马丹拉帕特鲁耶、锡日勒沙泰勒、勒鲁塞-马里济。

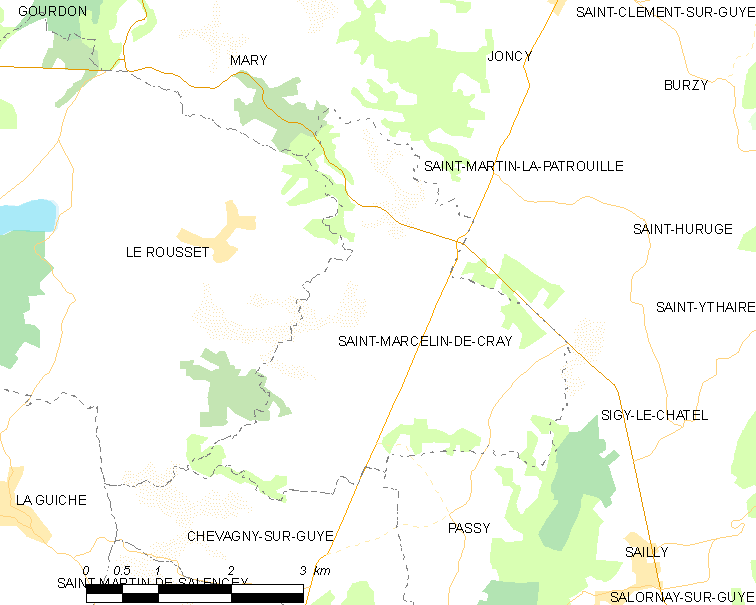
圣马塞兰德克赖的OSM定位图

圣马塞兰德克赖的时区为UTC+01:00、UTC+02:00（夏令时）。

## 行政
圣马塞兰德克赖的邮政编码为71460，INSEE市镇编码为71446。

## 政治
圣马塞兰德克赖所属的省级选区为克吕尼县。

## 人口

1962-2008年间圣马塞兰德克赖人口变化图示

圣马塞兰德克赖于2022年1月1日时的人口数量为196人。